# Leersia tisserantii
Leersia tisserantii är en gräsart som först beskrevs av Auguste Jean Baptiste Chevalier, och fick sitt nu gällande namn av Georg Oskar Edmund Launert. Leersia tisserantii ingår i släktet vildrissläktet, och familjen gräs. Inga underarter finns listade i Catalogue of Life.